# Азот (Северодонецк)
ЧАО «Северодоне́цкое объедине́ние Азо́т» (укр. ПрАТ «Сєвєродонецьке об’єднання Азот») — украинское предприятие химической промышленности в городе Северодонецке. Входит в состав химического холдинга «Ostchem Holding». Основным направлением работы предприятия является производство минеральных азотных удобрений. Крупнейшее химическое предприятие в Украине.

## История
Лисичанский химический комбинат принят в эксплуатацию 16 февраля 1951 года как комплекс по производству минеральных удобрений.
- В начале 1953 года был пущен цех синтеза аммиака, что позволило заводу обеспечить себя собственным сырьём.
- 1 июля 1959 года на комбинате был введён в эксплуатацию новый цех по производству полиэтилена из природного газа[3]
- 5 июля 1963 года было начато производство капролактама методом окисления циклогексана кислородом воздуха.
- В апреле 1963 года впервые в СССР был получен ацетальдегид из пиролизного ацетилена.
- В 1966 году предприятие было награждено орденом Ленина, а в 1968 году ему было присвоено имя Ленинского комсомола.
- В 1968 году было введено самые большое в СССР производство винилацетата.
- В 1970 году начат выпуск водоэмульсионной поливинилацетатной краски, поливинилацетатного клея, сухого горючего.
- 23 февраля 1974 г. запущено производство аммиака (поставки фирмы ТЕС (Япония)).
- 10 февраля 1975 года — начато производство адипиновой кислоты, а 3 марта того же года был получен адиподинитрил.
- В 1997 году начата работа цеха переработки полиэтилена, изготовления полиэтиленовых мешков и плёнок.[4]
- В 2004 году предприятие преобразовано в ЗАО, им управляет международная компания World White Chemical.
- В 2007 году вступила в строй новая установка разделения воздуха.
- В 2009 году начато строительство станции по переработке отходов на альтернативный вид топлива, способное на треть сократить потребление природного газа предприятием.
- В апреле 2011 года Северодонецкий «Азот» вошёл в состав холдинга OSTCHEM, который объединяет активы азотной химии Group DF Дмитрия Фирташа.

## Во время вторжения России на Украину
Летом 2022 года в рамках боёв за Северодонецк во время вторжения России на Украину, завод стал укрепрайоном ВСУ. 25 июня 2022 года глава Чечни Рамзан Кадыров заявил о полном взятии завода под российский контроль. По состоянию на лето 2023 года предприятие не функционирует, подверглось ощутимым разрушениям и требует реконструкции.

## Деятельность
Предприятие ориентировано на экспорт: на внутреннем рынке Украины реализуется только около 30 % производимой продукции, а около 70 % экспортируется.11253588
В 2012 году предприятие выпустило: 582,120 тыс. тонн аммиачной селитры; 401,139 тыс. тонн карбамида; 484,865 тыс. тонн неконцентрированной азотной кислоты; 1033,335 тыс. тонн аммиака жидкого; 32,213 тыс. тонн аммиака водного технического.
За пять месяцев 2013 года предприятие выпустило: 261,55 тыс. тонн аммиачной селитры; 187,77 тыс. тонн карбамида; 453,27 тыс. тонн аммиака жидкого; 216,16 тыс. тонн азотной кислоты.

### Финансовое положение
Финансовые показатели за 2010 год:
Доход: 3,329 млрд грн.
Убыток: 345, 2 млн грн.
Налоги: За год предприятием было уплачено налогов на сумму 64,52 млн грн. Из которых в госбюджет поступило 8,246 млн грн.
Финансовые показатели за 2011 год:
Доход: 6,64 млрд грн.
Убыток: 735,225 млн грн.
По версии издания «ИнвестГазета» в первом полугодии 2013 г. «Северодонецкий Азот» занял 45 место в списке 50 крупнейших компаний Украины по объёму чистого дохода (3194 млн грн.).

## Продукция
Основные виды продукции:
- Аммиак и азотные минеральные удобрения;
- Органические спирты и кислоты
- Товары бытовой химии, изделия из полимеров и полимерных плёнок

## Награды
Победитель Всеукраинского конкурса качества продукции «100 лучших товаров Украины» в 2006, 2007, 2008 годах. Дипломант премии содружества независимых государств 2009 года за достижения в области качества продукции и услуг. Победитель национального этапа второго конкурса на соискание премии СНГ 2008 года за достижения в области качества продукции и услуг.

## Показатели
| Показатель                  | 2008 | 2009 | 2010 | 2011 | 2012 | 2013 | 2014 | 2015 | 2016 | 2017 | 2018 | 2019 | 2020  |
| --------------------------- | ---- | ---- | ---- | ---- | ---- | ---- | ---- | ---- | ---- | ---- | ---- | ---- | ----- |
| Чистый доход, млрд гривен   | 3,7  |      | 3,3  |      | 6,1  | 4,39 |      |      |      |      |      | 1,1  |       |
| Чистый доход, $млн          | 702  |      | 420  |      | 763  | 549  |      |      |      |      |      | 43   |       |
| Чистая прибыль, млрд гривен | 0,02 |      | −0,3 |      | −0,7 | −1,9 |      |      |      |      |      | 6,1  | −6,85 |